# 多纳西安·马赫勒·利埃科·博孔古
多纳西安·马赫勒·利埃科·博孔古（法語：Donatien Mahele Lieko Bokungu，1941年4月14日—1997年5月16日）是扎伊尔将军及蒙博托·塞塞·塞科政权末任陆军总长。

## 生平
马赫勒于1941年4月15日出生在赤道省，是姆布扎人（Mbuza），并在早年从事木匠工作。
他和蒙博托·塞塞·塞科无任何血缘同胞关系，其将军之位是凭自身努力取得，而非走后门。他曾在法国训练，后于20世纪70年代担任蒙博托贴身保镖。他参与过第一次沙巴冲突和第二次沙巴冲突，并在第二次冲突期间崭露头角。沙巴冲突期间，他因纪律严明和良好作风而闻名。第二次沙巴冲突后，他晋升将军指挥红色贝雷帽部队（法语："Berets Rouge"）。
1990年，马赫勒率领总统特种师弛援卢旺达总统朱韦纳尔·哈比亚利马纳平叛。次年，他协助平息首都金沙萨的动乱。
马赫勒为人清廉，且曾在20世纪90年代镇压士兵暴动，而获得百姓支持，但也被其他将军记恨。他还批评过政府的贪污腐败。之后，总统蒙博托任命他为陆军总长，军衔升至中将。他认为军队应保持政治中立且服务民众，因此被蒙博托解职。随后，蒙博托任命他为总统随员。由于这个职务是虚职，因此他在3年低调生活从事商业活动。
第一次刚果战争末期，蒙博托进行内阁改组任命马赫勒为副总理、国防及退伍军人事务部长及陆军总长，希望借此改革军队击败洛朗-德西雷·卡比拉叛军。
蒙博托政权垮台前夕，马赫勒因希望与卡比拉谈判投降，避免首都发生流血事件而遭蒙博托支持者杀害。蒙博托儿子孔古鲁·蒙博托被认为与马赫勒之死有关。

## 注脚
1. ↑  . 纽约时报. 1997年6月13日  [2008-05-06]. （原始内容存档于2025-05-22）.
2. 1 2  . Jeune Afrique. 2015-05-17. （原始内容存档于2015-05-17） （法语）.
3. 1 2 3 4 5 6 7 8 9 10  . United Nations Department of Humanitarian Affairs Integrated Regional Information Network.   [2008-06-09]. （原始内容存档于2024-07-28）.
4. 1 2  Wrong 2002，第283頁.
5. 1 2 3 4  French 2005，第206頁.
6. ↑  .   [2008-06-09]. （原始内容存档于2004-11-08）.
7. ↑  French 2005，第207頁.
8. ↑  . CongoOnline.com.   [2008-06-08].
9. ↑  . BBC News. 1997-05-24  [2008-06-09].
10. ↑  . CNN. 1997-05-17  [2008-05-06]. （原始内容存档于2006-11-28）.
11. ↑  . New York Times. 1997-05-18  [2008-05-06].